# Bryaninops erythrops
Bryaninops erythrops es una especie de peces de la familia de los Gobiidae en el orden de los Perciformes.

## Morfología
Los machos pueden llegar a alcanzar los 2,3 cm de longitud total.

## Distribución geográfica
Se encuentran en las Islas Chagos, las Filipinas, la Gran Barrera de Coral, Fiyi, Samoa, las Islas Marianas, el este de las Islas Carolinas e Islas Marshall.

## Observaciones
Es inofensivo para los humanos.